# Arve Opsahl
Arve Opsahl (født 14. maj 1921 i Oslo, død 29. april 2007 i Oslo) var en norsk skuespiller, sanger og komiker som er mest kendt fra rollen som «Egon Olsen» i den norske udgave af Olsenbanden, og siden fra rollen som «Henry» i komedieserien Mot i brøstet.
Begyndte som sliksælger på Chat Noir i 1938, men uddannede sig siden til revisor. Han kom med i en studenter-teatergruppe og blev i 1942 hovedperson i dens revy i Folkets Hus, og blev på kort tid en af de ledende kunstnerne i norsk revy. Senere engageret på Edderkoppen og Chat Noir i en årrække til han i 1967 blev ansat ved Oslo Nye Teater. Fra 1980 var han freelance med blandt andet opgaver på Chat Noir.

## Priser
- Hædersprisen i Komiprisen 2002.
- Aamot-statuetten i 1974.

## Andet
Han fik amputeret noget af sit ene ben under indspilningen af den sidste film om Olsenbanden i 1999.